# L'Autostoppeur de Boris Vian

L'Autostoppeur de Boris Vian est un court métrage du réalisateur Julien Paolini réalisé en 2014. Ce film noir a été sélectionné au Festival international du court métrage de Clermont-Ferrand et au Festival Jean-Carmet. Il s'agit d'une adaptation de l'œuvre de Boris Vian d'après la nouvelle de Rue des ravissantes porté à l'écran dans le cadre de la Collection Vian de France Télévisions diffusée sur France 2 et France 3.

## Synopsis
Un couple charge dans le coffre de leur voiture le corps sans vie d'un cycliste après l’avoir renversé. Un autostoppeur pas comme les autres apparaît à travers la brume. Le jeune homme mystérieux va s’incruster peu à peu dans leur voyage, leur séjour. Et dans leur vie. A-t-il vraiment été témoin du meurtre ? Laissera-t-il le couple s’en tirer, ?

## Distribution
- Hugo Becker
- Bernie Bonvoisin
- Annelise Hesme
- Sophie Fougère[7]

## Nominations
- 2015 : Audience Choice au Beijing International Film Festival[8],[9]
- 2015 : Prix Spécial du Jury au Festival international du court-métrage de Clermont-Ferrand[10],[3]
- 2015 : Prix d'interprétation féminine au Festival Jean-Carmet
- 2014 : Special Mention au Festival international du film francophone de Namur[11],[12]

## Production
- Production déléguée : Nolita Cinema[13].
- Exportation / Vente internationale : Premium Films[14].
- Coproduction déléguée : Affreux, Sales & Méchants[15].